# 张声作
张声作（1932年—），男，湖北武汉人，中华人民共和国政治人物，曾任国务院宗教事务局局长，第八届全国政协委员。